# Mike Summerbee
Ne pas confondre avec son fils, Nicky Summerbee, lui aussi footballeur.
Mike Summerbee, né le 15 décembre 1942 à Preston (Angleterre), est un footballeur anglais, qui évoluait au poste d'attaquant, notamment à Manchester City et en équipe d'Angleterre.
Son père, George Summerbee (en), était également footballeur professionnel, tout comme son fils, Nicky Summerbee, qui joue notamment à Swindon Town et à Manchester City, comme son père. 
Mike Summerbee était un ami proche du célèbre attaquant du club rival, George Best, avec lequel il ouvrira un commerce de textile[réf. nécessaire].  

## Biographie

### En club
Mike Summerbee évolue pendant 10 saisons en première division (neuf saisons avec Manchester City et une saison avec Burnley).
Il dispute 709 matchs dans les championnats anglais, inscrivant un total de 92 buts.
Il réalise sa meilleure performance lors de la saison 1967-1968, où il inscrit 14 buts en première division avec le club de Manchester City, remportant par la même occasion le titre de champion.
Avec l'équipe de Manchester City, il dispute deux matchs en Coupe d'Europe des clubs champions, et 13 matchs en Coupe d'Europe des vainqueurs de coupe. En Coupe des Coupes, il inscrit un but contre le club de Lierse en novembre 1969. Il remporte cette compétition l'année suivante.
Il est entraîneur-joueur de Stockport County à la fin de sa carrière.

### En équipe nationale
Summerbee marque un but lors de ses huit sélections avec l'équipe d'Angleterre entre 1968 et 1972.
Il reçoit sa première sélection en équipe d'Angleterre le 24 février 1968 contre l'équipe d'Écosse, et sa dernière le 10 juin 1973 contre l'Union soviétique.
Il inscrit son seul but en équipe nationale le 10 novembre 1971, lors d'un match contre la Suisse, dans le cadre des éliminatoires du Championnat d'Europe 1972.
Retenu par le sélectionneur Alf Ramsey afin de participer à l'Euro 1968 organisé en Italie, il ne dispute aucun match lors de la phase finale de cette compétition.

## Carrière de joueur
- 1959-1965 :  Swindon Town
- 1965-1975 :  Manchester City
- 1975-1976 :  Burnley
- 1976 :  Blackpool
- 1976-1979 :  Stockport County

## Palmarès

### Avec l'Angleterre
- Vainqueur du British Home Championship en 1968 et 1972

### Avec Manchester City
- Vainqueur de la Coupe d'Europe des vainqueurs de coupe en 1970
- Champion d'Angleterre en 1968
- Champion d'Angleterre de D2 en 1966
- Vainqueur de la Coupe d'Angleterre en 1969
- Vainqueur de la Coupe de la Ligue anglaise en 1970
- Vainqueur du Charity Shield en 1968 et 1972

## Filmographie
- 1981 : À nous la victoire